# 21.ª etapa del Giro de Italia 2021
La 21.ª etapa del Giro de Italia 2021 tuvo lugar el 30 de mayo de 2021 y consistió en una contrarreloj individual entre Senago y Milán sobre un recorrido de 30,3 km que fue ganada por el italiano Filippo Ganna del equipo INEOS Grenadiers. Su compañero de equipo Egan Bernal logró mantener el liderato y se proclamó vencedor de la prueba.

## Clasificación de la etapa
| Senago - Milán | contrarreloj individual | (30,3 km) |

| \| Clasificación de la etapa \| Clasificación de la etapa \| Clasificación de la etapa \| Clasificación de la etapa \| Clasificación de la etapa \| \| Ciclista \| Ciclista \| Equipo \| Tiempo \| \| \| ------------------------- \| ------------------------- \| ------------------------- \| ------------------------- \| ------------------------- \| \| 1.º \| Filippo Ganna \| Ineos Grenadiers \| 33 min 48 s \| \| \| 2.º \| Rémi Cavagna \| Deceuninck-Quick Step \| + 12 s \| \| \| 3.º \| Edoardo Affini \| Jumbo-Visma \| + 13 s \| \| \| 4.º \| Matteo Sobrero \| Astana-Premier Tech \| + 14 s \| \| \| 5.º \| João Almeida \| Deceuninck-Quick Step \| + 27 s \| \| \| 6.º \| Max Walscheid \| Qhubeka Assos \| + 33 s \| \| \| 7.º \| Alberto Bettiol \| EF Education-Nippo \| + 34 s \| \| \| 8.º \| Jan Tratnik \| Bahrain Victorious \| + 42 s \| \| \| 9.º \| Gianni Moscon \| Ineos Grenadiers \| + 44 s \| \| \| 10.º \| Iljo Keisse \| Deceuninck-Quick Step \| + 47 s \| \| |                 |                       |             |
| |                 |                       |             |
| Fuente: ProCyclingStats |                 |                       |             |
| Clasificación de la etapa |                 |                       |             |
| Ciclista | Ciclista        | Equipo                | Tiempo      |
| 1.º | Filippo Ganna   | Ineos Grenadiers      | 33 min 48 s |
| 2.º | Rémi Cavagna    | Deceuninck-Quick Step | + 12 s      |
| 3.º | Edoardo Affini  | Jumbo-Visma           | + 13 s      |
| 4.º | Matteo Sobrero  | Astana-Premier Tech   | + 14 s      |
| 5.º | João Almeida    | Deceuninck-Quick Step | + 27 s      |
| 6.º | Max Walscheid   | Qhubeka Assos         | + 33 s      |
| 7.º | Alberto Bettiol | EF Education-Nippo    | + 34 s      |
| 8.º | Jan Tratnik     | Bahrain Victorious    | + 42 s      |
| 9.º | Gianni Moscon   | Ineos Grenadiers      | + 44 s      |
| 10.º | Iljo Keisse     | Deceuninck-Quick Step | + 47 s      |

## Clasificaciones al final de la etapa
- Las clasificaciones finalizaron de la siguiente forma:[2]

### Clasificación general(Maglia Rosa)
| \| Clasificación general \| Clasificación general \| Clasificación general \| Clasificación general \| Clasificación general \| \| Ciclista \| Ciclista \| Equipo \| Tiempo \| \| \| --------------------- \| ---------------------- \| ---------------------- \| --------------------- \| --------------------- \| \| 1.º \| Egan Bernal \| Ineos Grenadiers \| 86 h 17 min 28 s \| \| \| 2.º \| Damiano Caruso \| Bahrain Victorious \| + 1 min 29 s \| \| \| 3.º \| Simon Yates \| BikeExchange \| + 4 min 15 s \| \| \| 4.º \| Aleksandr Vlásov \| Astana-Premier Tech \| + 6 min 40 s \| \| \| 5.º \| Daniel Felipe Martínez \| Ineos Grenadiers \| + 7 min 24 s \| \| \| 6.º \| João Almeida \| Deceuninck-Quick Step \| + 7 min 24 s \| \| \| 7.º \| Romain Bardet \| Team DSM \| + 8 min 05 s \| \| \| 8.º \| Hugh Carthy \| EF Education-Nippo \| + 8 min 56 s \| \| \| 9.º \| Tobias Foss \| Jumbo-Visma \| + 11 min 44 s \| \| \| 10.º \| Daniel Martin \| Israel Start-Up Nation \| + 18 min 35 s \| \| |                        |                        |                  |
| |                        |                        |                  |
| Fuente: ProCyclingStats |                        |                        |                  |
| Clasificación general |                        |                        |                  |
| Ciclista | Ciclista               | Equipo                 | Tiempo           |
| 1.º | Egan Bernal            | Ineos Grenadiers       | 86 h 17 min 28 s |
| 2.º | Damiano Caruso         | Bahrain Victorious     | + 1 min 29 s     |
| 3.º | Simon Yates            | BikeExchange           | + 4 min 15 s     |
| 4.º | Aleksandr Vlásov       | Astana-Premier Tech    | + 6 min 40 s     |
| 5.º | Daniel Felipe Martínez | Ineos Grenadiers       | + 7 min 24 s     |
| 6.º | João Almeida           | Deceuninck-Quick Step  | + 7 min 24 s     |
| 7.º | Romain Bardet          | Team DSM               | + 8 min 05 s     |
| 8.º | Hugh Carthy            | EF Education-Nippo     | + 8 min 56 s     |
| 9.º | Tobias Foss            | Jumbo-Visma            | + 11 min 44 s    |
| 10.º | Daniel Martin          | Israel Start-Up Nation | + 18 min 35 s    |

### Clasificación por puntos(Maglia Ciclamino)
| Clasificación por puntos | Clasificación por puntos | Clasificación por puntos           | Clasificación por puntos | Clasificación por puntos |
| Ciclista                 | Ciclista                 | Equipo                             | Puntos                   |                          |
| ------------------------ | ------------------------ | ---------------------------------- | ------------------------ | ------------------------ |
| 1.º                      | Peter Sagan              | Bora-Hansgrohe                     | 136 pts                  |                          |
| 2.º                      | Davide Cimolai           | Israel Start-Up Nation             | 118 pts                  |                          |
| 3.º                      | Fernando Gaviria         | UAE Team Emirates                  | 116 pts                  |                          |
| 4.º                      | Elia Viviani             | Cofidis                            | 86 pts                   |                          |
| 5.º                      | Egan Bernal              | Ineos Grenadiers                   | 80 pts                   |                          |
| 6.º                      | Dries De Bondt           | Alpecin-Fenix                      | 71 pts                   |                          |
| 7.º                      | Andrea Pasqualon         | Intermarché-Wanty-Gobert Matériaux | 61 pts                   |                          |
| 8.º                      | Simone Consonni          | Cofidis                            | 60 pts                   |                          |
| 9.º                      | Edoardo Affini           | Jumbo-Visma                        | 59 pts                   |                          |
| 10.º                     | Alberto Bettiol          | EF Education-Nippo                 | 57 pts                   |                          |

### Clasificación de la montaña(Maglia Azzurra)
| Clasificación de la montaña | Clasificación de la montaña | Clasificación de la montaña | Clasificación de la montaña | Clasificación de la montaña |
| Ciclista                    | Ciclista                    | Equipo                      | Puntos                      |                             |
| --------------------------- | --------------------------- | --------------------------- | --------------------------- | --------------------------- |
| 1.º                         | Geoffrey Bouchard           | AG2R Citroën Team           | 184 pts                     |                             |
| 2.º                         | Egan Bernal                 | Ineos Grenadiers            | 140 pts                     |                             |
| 3.º                         | Damiano Caruso              | Bahrain Victorious          | 99 pts                      |                             |
| 4.º                         | Daniel Martin               | Israel Start-Up Nation      | 83 pts                      |                             |
| 5.º                         | Simon Yates                 | BikeExchange                | 61 pts                      |                             |
| 6.º                         | João Almeida                | Deceuninck-Quick Step       | 54 pts                      |                             |
| 7.º                         | Bauke Mollema               | Trek-Segafredo              | 53 pts                      |                             |
| 8.º                         | Lorenzo Fortunato           | Eolo-Kometa                 | 52 pts                      |                             |
| 9.º                         | Romain Bardet               | Team DSM                    | 49 pts                      |                             |
| 10.º                        | Michael Storer              | Team DSM                    | 46 pts                      |                             |

### Clasificación de los jóvenes(Maglia Bianca)
| Clasificación del mejor joven | Clasificación del mejor joven | Clasificación del mejor joven | Clasificación del mejor joven | Clasificación del mejor joven |
| Ciclista                      | Ciclista                      | Equipo                        | Tiempo                        |                               |
| ----------------------------- | ----------------------------- | ----------------------------- | ----------------------------- | ----------------------------- |
| 1.º                           | Egan Bernal                   | Ineos Grenadiers              | 86 h 17 min 28 s              |                               |
| 2.º                           | Aleksandr Vlásov              | Astana-Premier Tech           | + 6 min 40 s                  |                               |
| 3.º                           | Daniel Felipe Martínez        | Ineos Grenadiers              | + 7 min 24 s                  |                               |
| 4.º                           | João Almeida                  | Deceuninck-Quick Step         | + 7 min 24 s                  |                               |
| 5.º                           | Tobias Foss                   | Jumbo-Visma                   | + 11 min 44 s                 |                               |
| 6.º                           | Attila Valter                 | Groupama-FDJ                  | + 45 min 30 s                 |                               |
| 7.º                           | Lorenzo Fortunato             | Eolo-Kometa                   | + 47 min 31 s                 |                               |
| 8.º                           | Michael Storer                | Team DSM                      | + 1 h 49 min 05 s             |                               |
| 9.º                           | Harold Tejada                 | Astana-Premier Tech           | + 2 h 01 min 12 s             |                               |
| 10.º                          | Alessandro Covi               | UAE Team Emirates             | + 2 h 03 min 30 s             |                               |

### Clasificación por equipos"Súper team"
| Clasificación por equipos | Clasificación por equipos | Clasificación por equipos | Clasificación por equipos |
| Equipo                    | Equipo                    | Tiempo                    |                           |
| ------------------------- | ------------------------- | ------------------------- | ------------------------- |
| 1.º                       | Ineos Grenadiers          | 259 h 30 min 31 s         |                           |
| 2.º                       | Jumbo-Visma               | + 26 min 52 s             |                           |
| 3.º                       | Team DSM                  | + 29 min 09 s             |                           |
| 4.º                       | Astana-Premier Tech       | + 33 min 05 s             |                           |
| 5.º                       | Team BikeExchange         | + 1 h 15 min 12 s         |                           |
| 6.º                       | Trek-Segafredo            | + 1 h 27 min 09 s         |                           |
| 7.º                       | Movistar Team             | + 1 h 28 min 18 s         |                           |
| 8.º                       | Deceuninck-Quick Step     | + 1 h 37 min 51 s         |                           |
| 9.º                       | Bahrain Victorious        | + 1 h 51 min 05 s         |                           |
| 10.º                      | UAE Team Emirates         | + 1 h 54 min 04 s         |                           |

## Abandonos
Ninguno.